# Нови Атос
Нови Атос (груз. ახალი ათონი, грч. Νέος Άθως) је град у Абхазији. Према процени из 2009. у граду је живело 3.700 становника.

## Становништво
Према процени, у граду је 2009. живело 3.700 становника.
| 1989. | 2002. |
| ----- | ----- |
| 4.310 | …     |